# Rückblende (Fernsehsendung)
Rückblende war der Titel von Fernsehsendungen über Zeitgeschichte des ehemaligen Sender Freies Berlin, des Nachfolgesenders RBB, des WDR und des ZDF.

## Rückblende (SFB/RBB)
1983 von Alexander von Bentheim konzipiert, zeigte sie zunächst eine Auswahl von Beiträgen der Berliner Abendschau derselben Woche 25 Jahre zuvor. Die Beiträge wurden angesagt und mittlerweile eingetretene Veränderungen kurz hervorgehoben. Sendeplatz war montags von 21.45 bis 22.00 Uhr. Ende Februar 2004, nach der Fusion von SFB und ORB und der Zusammenlegung der Programme wurde die Sendung zunächst eingestellt. Am 7. Januar 2005 wurde sie wieder aufgenommen, nun aber mit einer Rückschau 15 Jahre alter Beiträge, um Ost-Berliner und Brandenburger miteinzubeziehen. In das West-Berlin der 1980er Jahre wurde somit nie zurückgeblendet. Neuer Sendeplatz war zunächst Freitag 21.45, dann Donnerstag zur gleichen Zeit. Zum Oktober 2007 wurde die Sendung eingestellt.
Moderatoren der SFB-Sendungen waren neben von Bentheim auch Guido Weber, Siegfried Schenk und Siegfried Wiechmann, beim RBB Elvira Siebert und Jochen Sprentzel im Wechsel. Die Einschaltquote erreichte bis zu 230.000 Zuschauer.

## Rückblende (WDR)
Rückblende war eine unmoderierte Geschichtsreihe des WDR von 1983 bis 2000. Untermalt wurde die 15-minütige Sendung mit historischen Video- und Fotoaufnahmen. Die Sendereihe wurde durch die neue Dokumentarreihe WDR-dok ersetzt. Die Sendung wurde u. a. auf BR-alpha wiederholt.

## Rückblende (ZDFdokukanal)
Rückblende war eine Rubrik des ZDFdokukanal für zeitgeschichtliche Dokumentationen aus dem ZDF-Archiv. Die Dauer der Sendungen orientierte sich am Originalmaterial. Die Rubrik endete mit der Umwandlung des ZDFdokukanals zu ZDFneo.